# Кронверкская улица
Кро́нверкская у́лица — улица в Петроградском районе Санкт-Петербурга. Проходит от Кронверкского проспекта до Большой Пушкарской улицы.

## История
Улица проложена в XVIII веке, в современных границах сформировалась в первой трети XIX века. Её название связано с тем, что в её створе находится кронверк Петропавловской крепости. До 1856 года называлась Покровской улицей (по несохранившейся Покровской, или Матфиевской, церкви), а также Матвеевским проспектом и (в 1820-х годах) Кронверкским проспектом. В то время конечный северо-восточный участок этой улицы шёл немного западнее, чем теперь, таким образом, что продолжением этой улицы являлась современная улица Подковырова (последняя сохраняла название Покровская до 1923 года). Изменение конфигурации улицы и, соответственно, изменение её названия в 1850-х гг. были связаны с расширением территории Покровской церкви.
С 1923 по 1937 год Кронверкская улица носила имя В. Э. Кингисеппа.

## Здания и достопримечательности

### От Кронверкского проспекта до улицы Мира
- На углу с Кронверкским проспектом стоит дом «Ленфильма» (Кронверкский проспект, дом 35), построенный в 1962 году.

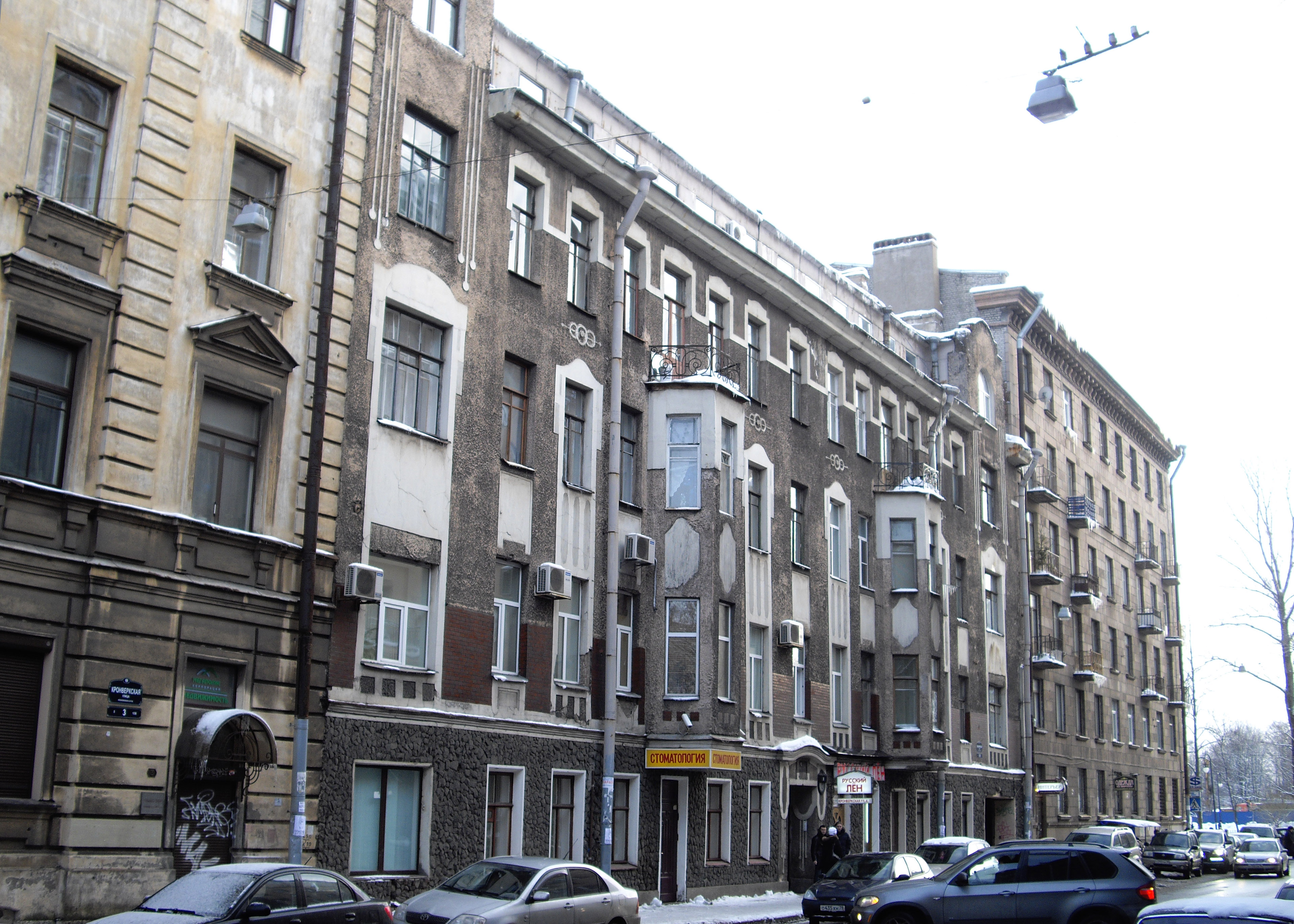
Начало Кронверкской улицы (дом 1)

- Дом № 1, левая часть / Кронверкский пр., 39 — ранее здесь находился особняк А. В. Реймера, построенный в 1882 году по проекту А. С. Эрбера[2]. Существующий доходный дом построен с включением существовавшего здания по проекту Л. Ф. Геллерта[3] в 1911 году. В нём находятся мастерские архитекторов Б. Г. Гришко и М. А. Рейнберга.
- Дом № 2 / Кронверкский проспект, дом 45  памятник архитектуры (вновь выявленный объект)[4] — жилой дом специалистов «Иностранный ударник» (1935, конструктивизм, арх. В. О. Мунц и Л. Е. Асс).
- В доме № 3 в 1899—1900 гг. жил ботаник А. Н. Бекетов.

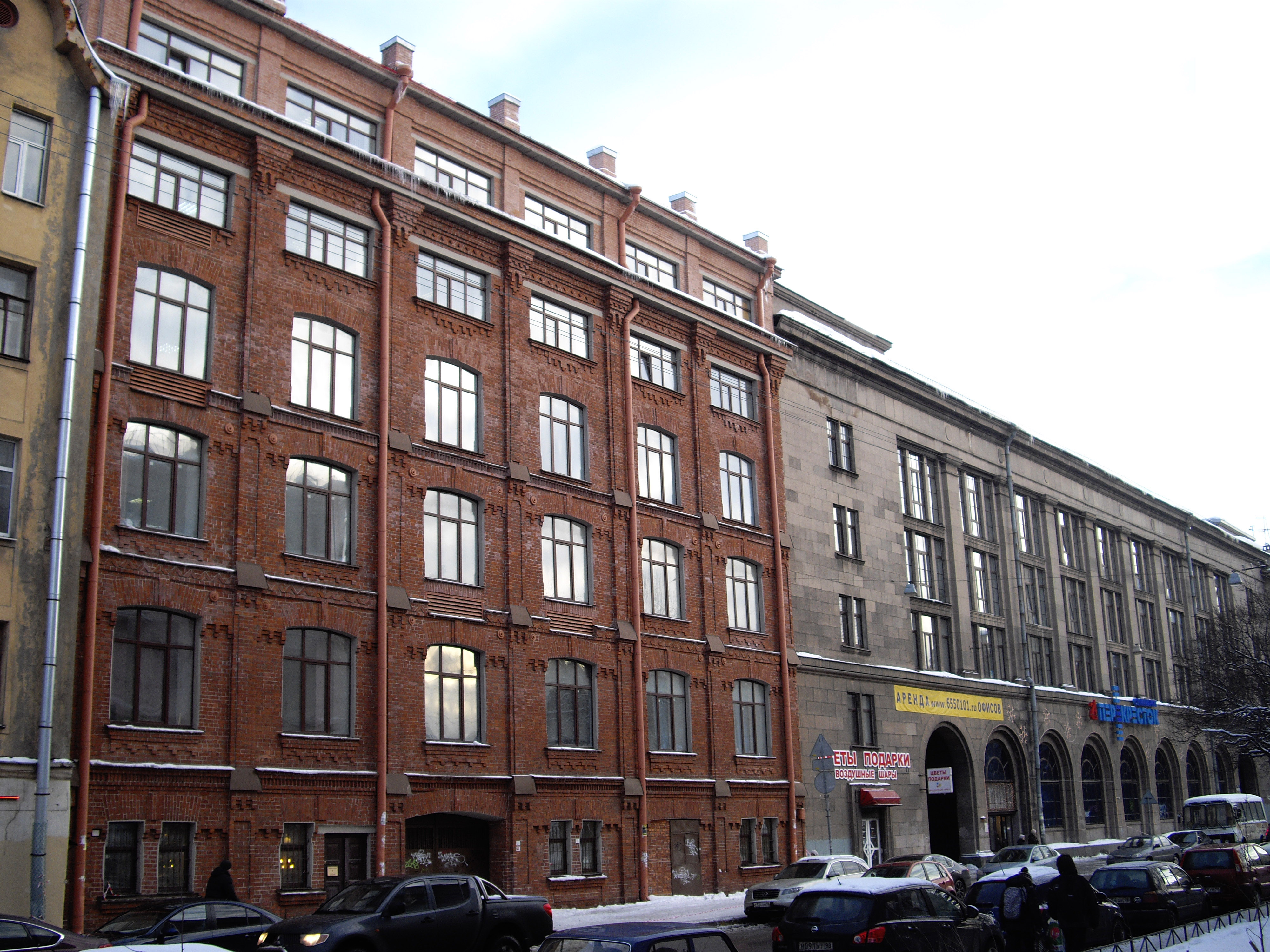
Дома № 5 (справа) и № 7 (слева)

- Дом № 5 — одно из зданий «Ленфильма», на месте которого ранее находились Торговые ряды Г. А. Александрова, построенные в 1901 г. по проекту П. М. Мульханова.

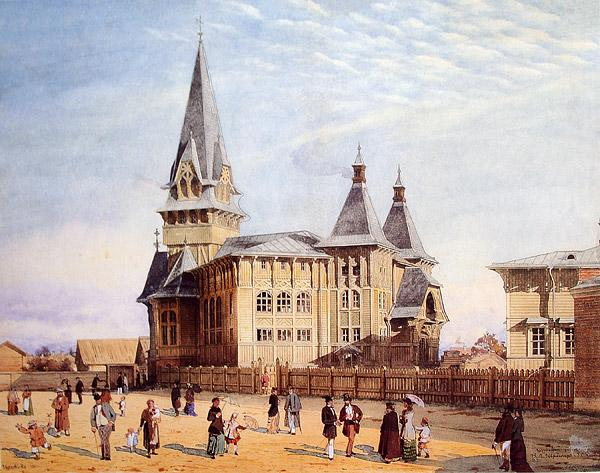
А. Н. Бенуа. Лютеранская церковь святой Марии на Петербургской стороне; перспективный вид. 1881 г.

- На углу Кронверкской и Сытнинской улиц по адресу Кронверкская ул., дом № 6 ранее находилась деревянная лютеранская церковь Святой Марии с остроконечной колокольней высотой 32 метра, безвозмездно построенная В. А. Шрётером совместно с И. С. Китнером в 1872—1874 гг. по инициативе князя Барклая де Толли-Веймарн. В декоре присутствовали штукатурные тяги, лепные капители на столбах, поддерживавших потолок, орнамент над окнами. Главным украшением служило расписное алтарное окно, выполненное в мастерской В. Д. Сверчкова. После 1917 года храм был отдан адвентистам, 1935 году его переделали под клуб, а во время блокады разобрали на дрова[5].
- Дом № 7  памятник архитектуры (вновь выявленный объект)[4] — корпуса хромолитографической и картонажной фабрики Ф. Ф. Киббеля, «кирпичный стиль», перестроенные и расширенные по проекту арх. О. Л. Игнатовича в 1893—1909 годах.
- Дом № 9 / ул. Мира, 1 (правая часть) — доходный дом Т. А. Мироновой, гражданский инженер П. Н. Батуев, модерн, 1910.

### От улицы Мира до Большой Пушкарской улицы
- Между домами № 8 и 10 оканчиваются улицы Воскова и Кропоткина, а между ними расположен Кропоткинский сквер, в котором в 2007 году оборудована детская площадка. Его площадь составляет 0,22 га[6].
- Дом № 10 / ул. Ленина, 3 — ранее здесь находилось здание бань Шорохова («Белозерские бани»), построенное в 1882 году по проекту П. Ю. Сюзора. В начале XXI века здание полностью перестроено под бизнес-центр «Сенатор» с сохранением внешних очертаний фасада.

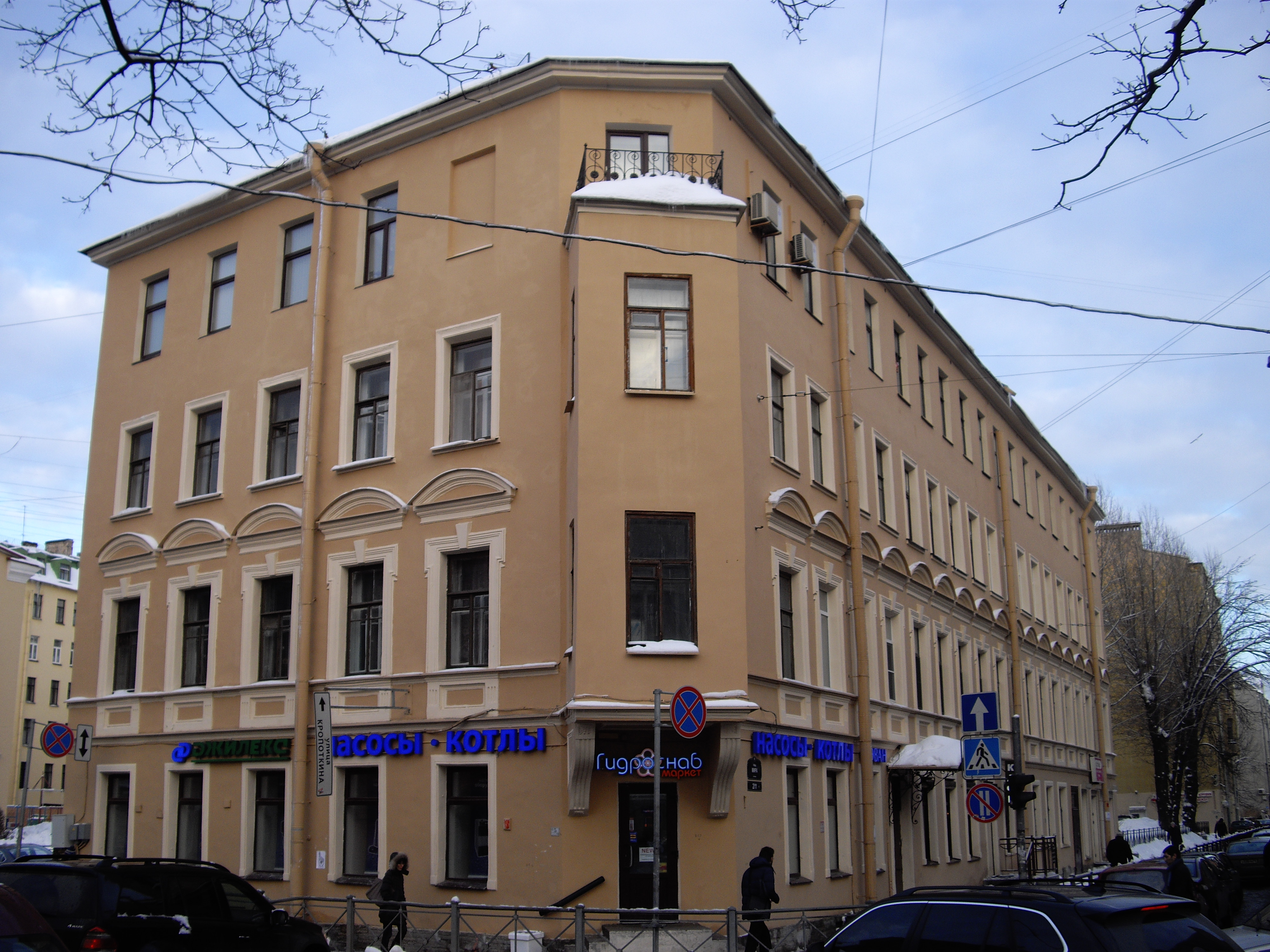
Дом № 2/11 на углу ул. Мира и Кронверкской

- Дом № 11 / ул. Мира, 2 — доходный дом, построен в 1900 году по проекту Константина Ивановича Никифорова.
- Дом № 12  7831421000 — доходный дом И. Д. Агафонова, неоклассицизм, 1912, гражд. инж. Н. С. Резвый. На брандмауэре — композиция в технике сграффито, бронзовая женская фигура, архитектурные конструкции и художественная подсветка. Этот памятник, торжественно открытый губернатором Яковлевым 7 мая 2002 года, посвящён женщинам — бойцам МПВО в годы блокады. Авторы проекта — скульптор Лев Сморгон и архитектор Игорь Матвеев.
- Дом № 13 — двухэтажное здание с мансардой, реконструированное в 2000-х под офисный корпус.
- Дом № 14 — доходный дом, 1902 и 1910—1911, эклектика, арх. О. Л. Игнатович.

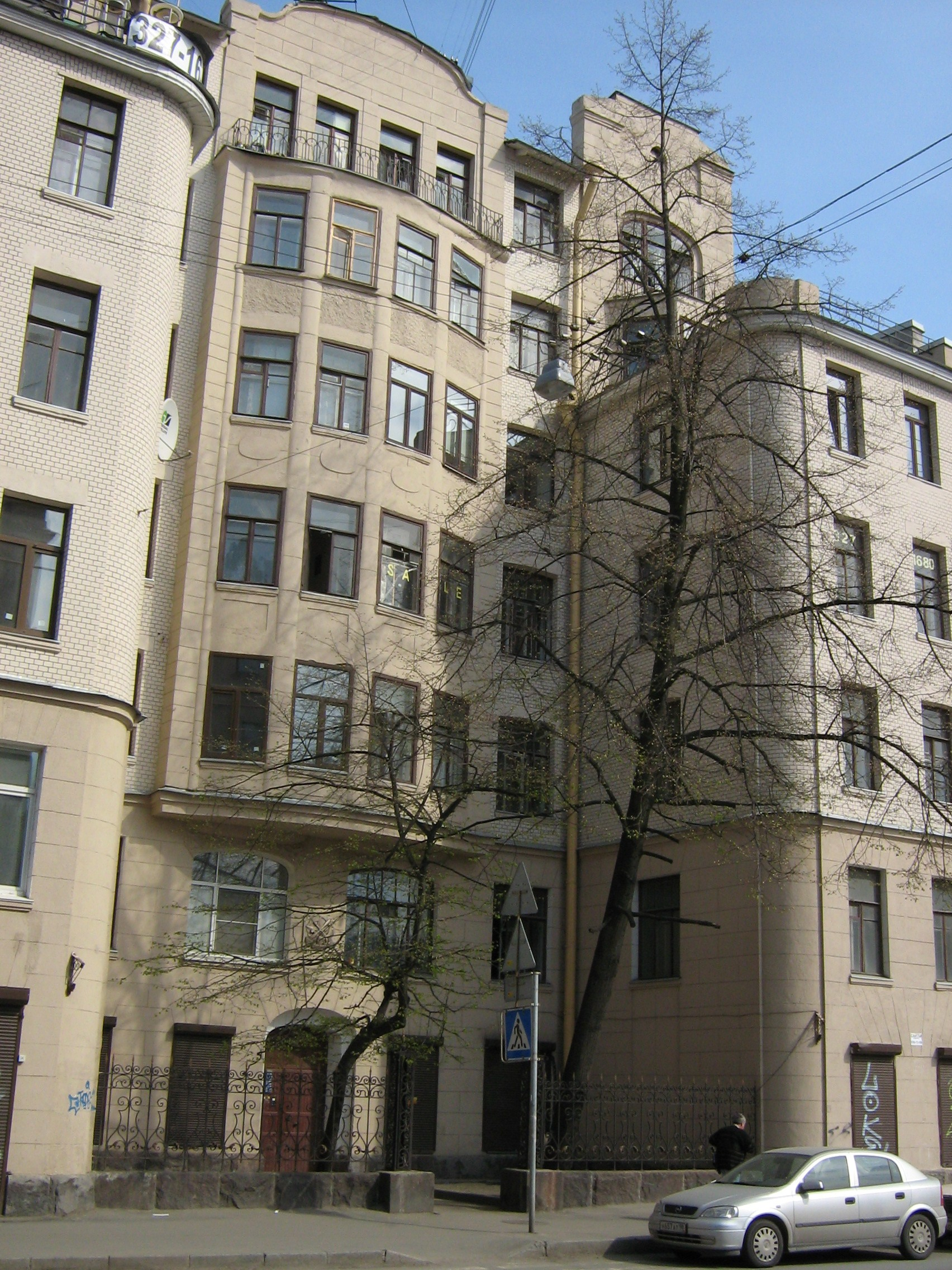
Кронверкская улица, дом 15

- Дом № 15  7831422000 — доходный дом С. Ф. Френкеля с палисадником и металлической оградой, 1912, модерн, арх. В. В. Шауб. Над входом в дом помещён значок ОСОАВИАХИМа (такие увеличенные значки вешали на дома в знак того, что все жильцы дома вступили в ОСОАВИАХИМ).

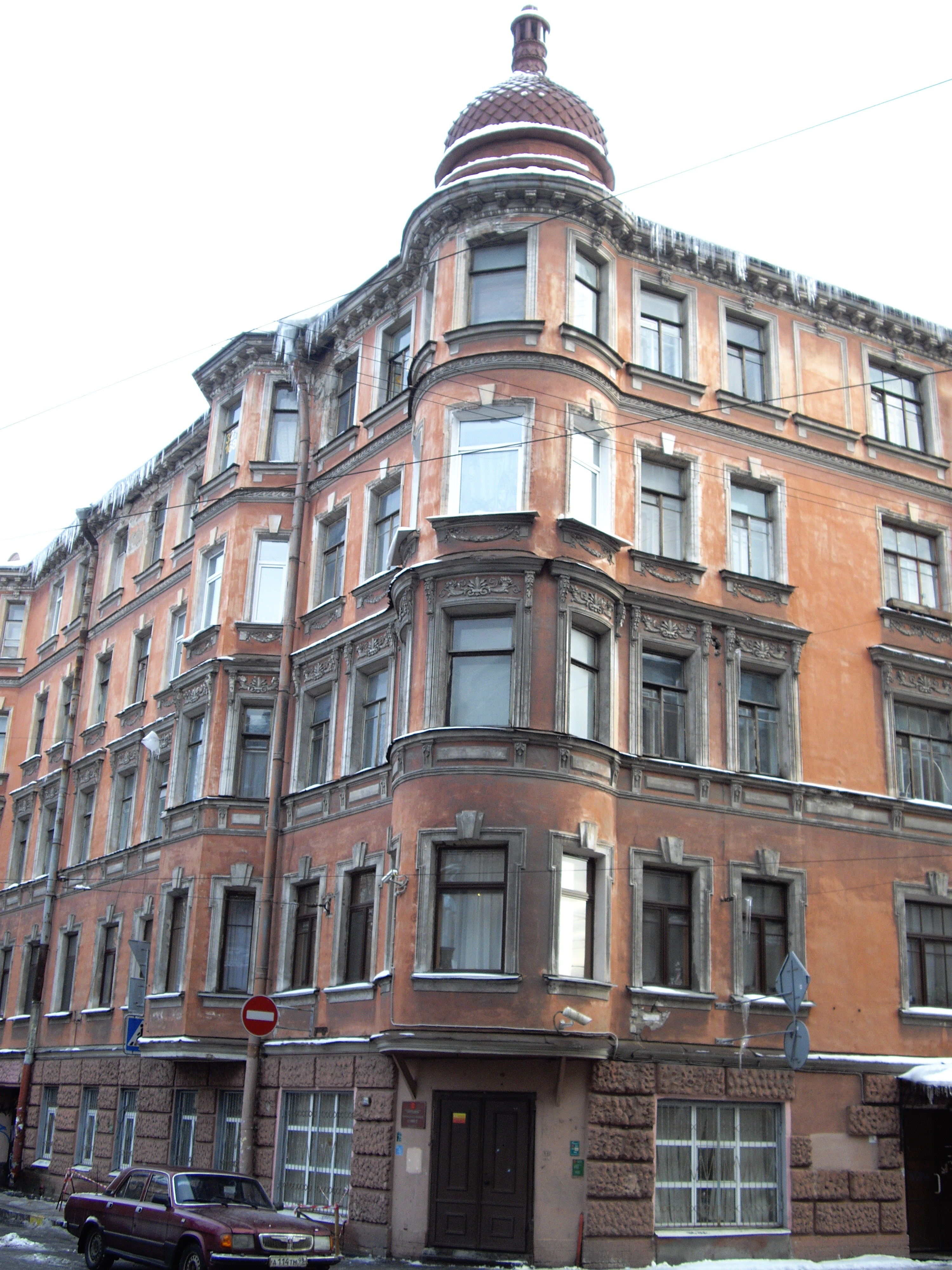
Дом № 1/17 на углу Большой Монетной и Кронверкской улиц

- Дом № 17 / Большая Монетная улица, 1 — доходный дом, эклектика, 1911, арх. К. К. Кох[7]. В окнах лестничных клеток сохранились остатки витражей.

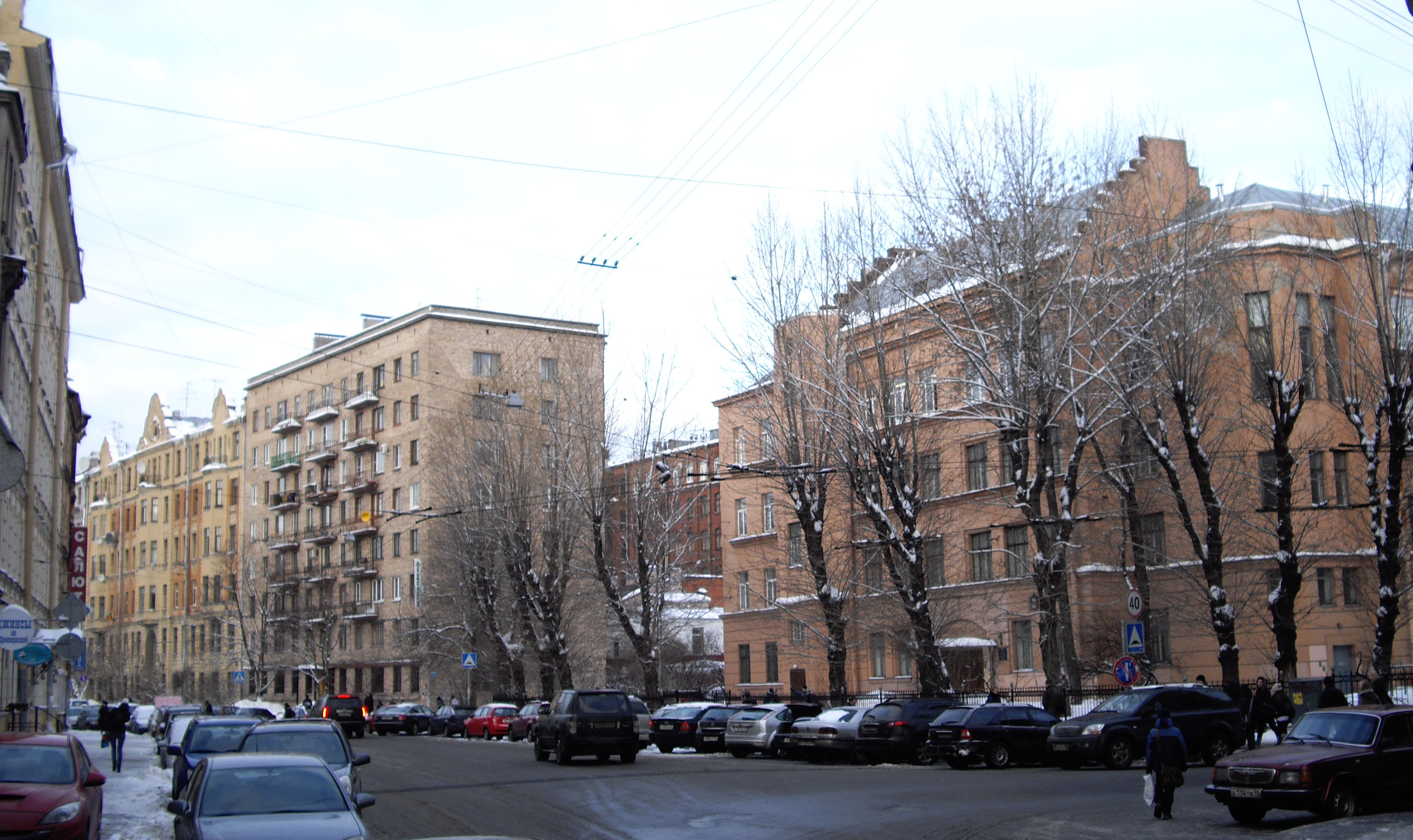
Кронверкская улица у начала Большой Монетной улицы. Справа — школа № 84 (дом 19/2), типография (дом 21, в глубине), дома 25 и 27; слева — дом 14

- Дом № 19 / Большая Монетная улица, 2—4а — средняя общеобразовательная школа № 84, конец 1930-х гг., архитектор В. О. Мунц.
- Дом № 21 — типография «Экстрапринт» (бывшая фабрика офсетной печати).
- Дом № 23 — швейное производственное объединение «Салют».
- Дом № 25 — жилой дом, образец архитектуры эпохи застоя.

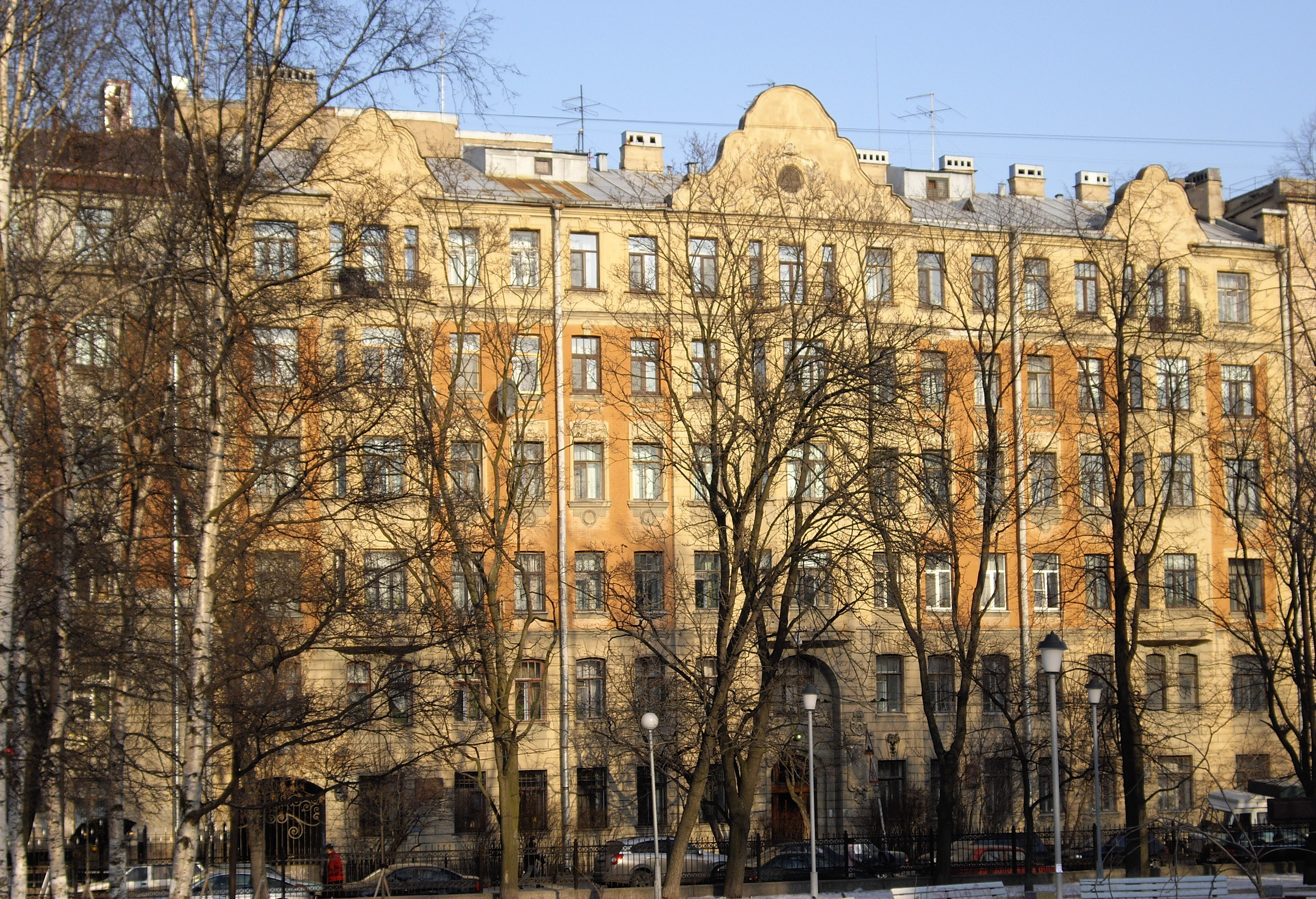
Кронверкская улица, дом 27. Вид из Матвеевского сада.

- Дом № 27  7831423000 — доходный дом Ф. Ю. Кана, 1911, модерн, арх. В. В. Шауб[8]. Первый владелец дома Фридрих Юльевич Кан — фабрикант, владелец бумажного производства. В этом доме с 1944 года по 1966 год жил народный артист СССР Н. К. Черкасов (гранитная мемориальная доска, арх. Ф. А. Гепнер, 1968), с 1938 по 1946 год — Николай Васильевич Соловьёв, председатель Исполкома Ленинградского областного Совета депутатов трудящихся в годы Великой Отечественной войны (гранитная мемориальная доска установлена в 1984 г., арх. В. Б. Бухаев), а с 1951 по 1968 год — конструктор танков Ж. Я. Котин (гранитная мемориальная доска установлена в 1989 г., арх. С. Л. Михайлов, ск. В. К. Козин). Во дворе дома расположены производственные здания бывшей шёлково-ткацкой фабрики Л. Гольдайбейтера.
- Дом № 29 / Большая Пушкарская ул., 37  памятник архитектуры (региональный) — Доходный дом Первого Российского страхового общества, 1911—1914, неоклассицизм (арх. Л. Н. Бенуа, Ю. Ю. Бенуа и А. Н. Бенуа при участии А. И. Гунста). Дом занимает значительную часть крупного квартала и выходит также на Каменноостровский проспект (дом № 26—28). Часть комплекса со стороны Кронверкской ул. отмечена мемориальными досками в честь живших здесь А. А. Кузнецова (в 1937—1946), П. С. Попкова (в 1939—1950), Л. А. Говорова (в 1942—1946), А. А. Прокофьева (жил в доме в 1957—1971 гг., бронзовая мемориальная доска работы М. К. Аникушина при участии арх. Ф. А. Гепнера установлена в 1972 г.). В курдонёре со стороны Кронверкской улицы в 1991 году установлен бюст композитора Д. Д. Шостаковича, который жил в этом доме с 1937 года и создавал здесь Седьмую (Ленинградскую) симфонию (памятник выполнили скульпторы А. Н. и С. А. Черницкие). В этом же доме на одной лестнице с Кузнецовым жила после развода с А. Н. Толстым поэтесса Наталья Васильевна Крандиевская-Толстая с сыновьями Дмитрием и Никитой.

### Матвеевский сад
Напротив домов 27 и 29, на углу Кронверкской и Большой Пушкарской улиц, расположен Матвеевский (Калининский) сад, ограниченный с двух других сторон улицей Ленина и Матвеевским переулком. На участке сада, примыкающем к Кронверкской и Большой Пушкарской улицам, оборудована детская площадка. Приблизительно в центре сада находится невысокий холм. На его месте и вокруг него до 1932 года находилась церковь апостола Матфия и Покрова Пресвятой Богородицы  (конец XVIII — начало XIX века, арх. Л. И. Миллер).

## Транспорт
Ближайшая станция метро от начала улицы — «Горьковская», ближайшая от её конца — «Петроградская».
По улице пролегают автобусные маршруты № 14, 230.
До осени 2001 года по Кронверкской улице проходило трамвайное движение от Кронверкского проспекта, и далее по улице Ленина.

## Пересечения
- Кронверкский проспект
- Сытнинская улица (оканчивается у дома 8, напротив дома 5).
- улица Воскова (оканчивается у дома 8).
- улица Мира (начинается у дома 10).
- улица Кропоткина (начинается между домами 9 и 11).
- Пушкарский переулок (оканчивается между домами 10 и 12).
- Большая Монетная улица (начинается между домами 17 и 19).
- Матвеевский переулок (оканчивается между домом 10 и Матвеевским садом).
- Большая Пушкарская улица